# Goin' to the Bank
Goin' to the Bank is een nummer van de Amerikaanse band Commodores uit 1986. Het is de eerste single van hun twaalfde studioalbum United.
"Goin' to the Bank" gaat over een vrouw die financieel misbruik maakt van haar man en alles uit zijn zakken laat komen. Het nummer klinkt anders dan vorige nummers van de Commodores door de aanwezigheid van meer synthesizers, waarmee het meer de kant van de new wave en sophistipop opgaat. De single was in Amerika niet heel succesvol met een 65e positie in de Billboard Hot 100. In het Nederlandse taalgebied werd de plaat wel een hit; met een 7e positie in de Nederlandse Top 40, en een 11e positie in de Vlaamse Radio 2 Top 30. Hiermee was het de laatste hit voor de Commodores.